# イマムラオート
イマムラオートは、熊本県熊本市にある中古車販売店である。
2010年の民事再生手続き開始前までは株式会社イマムラオートとして経営していたが、手続き後は日昇自動車販売(ONIX)の一事業部として運営されている。

## 沿革
- 1961年（昭和36年）8月 - 今村基美男が個人商店として、宇土市本町にてバイク・軽四輪の販売を開始し創業。
- 1964年（昭和39年）12月 - 中古自動車の販売を行う。
- 1965年（昭和40年）5月 - 宇土市水町へ移転。
- 1966年（昭和41年）6月 - 有限会社今村サイクルセンター設立。
- 1983年（昭和58年）12月 - 有限会社イマムラオートへ社名変更。本社社屋新築。
- 1998年（平成10年）8月 - 有限会社イマムラオートから株式会社イマムラオートへ変更。
- 2000年（平成12年）7月 - くまもと自動車販売協同組合に加盟。
- 2003年（平成15年）11月 - 近見店を大型リニューアルし、『カードラド』内にオープン。
- 2010年（平成22年）10月21日 - 熊本地方裁判所に事業譲渡による民事再生手続きを行う。

## 所在地
- 熊本県熊本市南区近見5-6-46
  - イマムラオート
  - ウルトラ車検熊本本部
  - アップガレージ熊本店

## その他
- 1998年、聖飢魔IIの「日本全国ふるさと総世紀末計画」にて熊本県代表としてイマムラオートが選ばれ（各都道府県から1社のみというルールだった）、同年、聖飢魔ⅡがノーギャラでCMキャラクターを務めたことがある（CM楽曲はMASQUERADE）。